# Twin Twin
Twin Twin es grupo musical francés de género french house, originario de Montreuil (Sena-Saint Denis). Está compuesto por Lorent Idir, François Djemel y Patrick Biyik.
Han representado a Francia en el Festival de la Canción de Eurovisión 2014 con la canción Moustache, celebrado en Copenhague, Dinamarca, quedando en última posición de la competición.